# Accademia neoplatonica

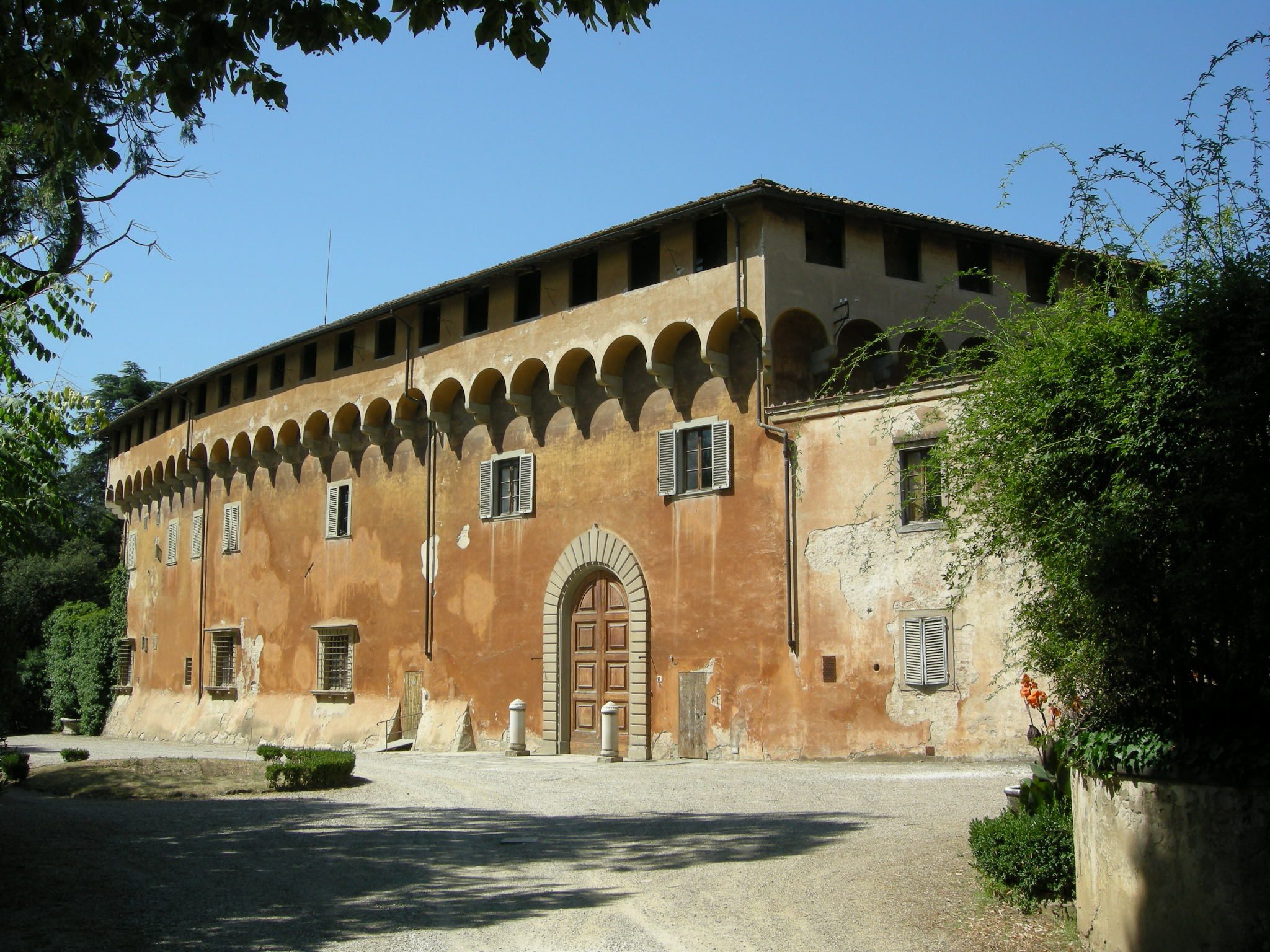
La Villa di Careggi, la seconda sede dell'Accademia dopo la più piccola Villa le Fontanelle

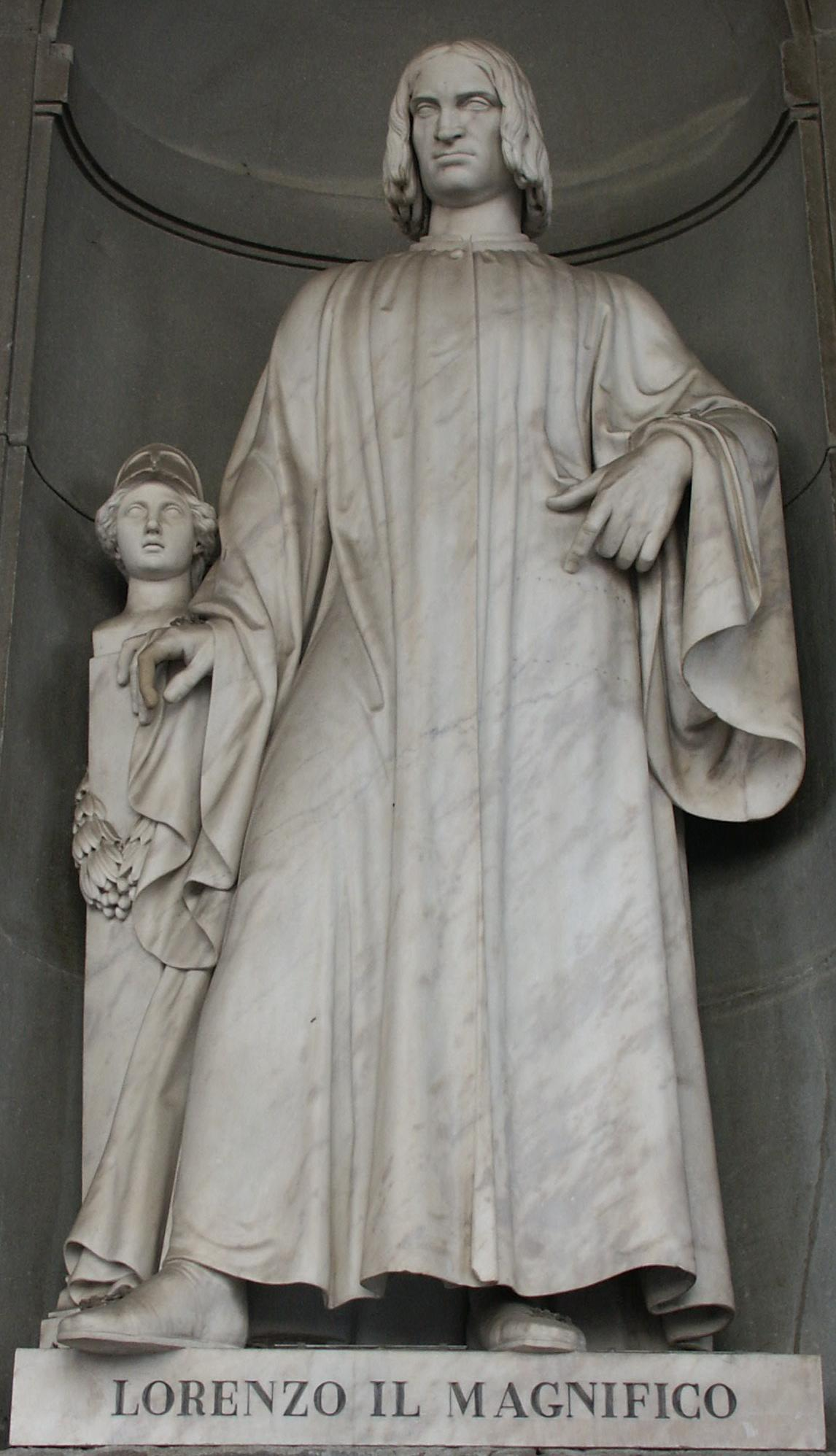
Statua di Lorenzo de' Medici detto "il Magnifico" (piazzale degli Uffizi)

L'Accademia neoplatonica fu un'istituzione culturale fondata a Firenze nel 1462 da Marsilio Ficino, per incarico di Cosimo de' Medici, nella Villa le Fontanelle, e successivamente espansa nella più nota Villa medicea di Careggi.

## Storia e membri
Il contesto culturale in cui l'Accademia si trovò ad operare era allora fortemente segnato dal platonismo, rinato in Italia verso la fine del XIV secolo, attraverso l'umanesimo, che si proponeva il recupero delle concezioni misteriche, astrologiche e sapienziali dell'antichità, andate perdute durante i secoli bui. A questo novo clima contribuirono personaggi come il dotto bizantino Pletone, Emanuele Crisolora e Iacopo Angeli.
Fu in particolare l'istituzione di cattedre di greco nelle principali università, dovuta a diversi episodi come la provvisoria riunificazione tra le Chiese d'Oriente e d'Occidente del 1438, o la diaspora di intellettuali bizantini dopo la presa di Costantinopoli (1453) arruolati come insegnanti in Italia, che permise l'uso diretto dei testi di Platone, pressoché sconosciuti nel Medioevo, che diede avvio alle traduzioni in latino.
Già altre città della penisola italiana avevano dato vita ad accademie platoniche, meno note, come Napoli, Rimini, Roma, Ferrara. Quella di Firenze, che doveva significare simbolicamente la riapertura dell'antica Accademia di Atene, costituì un importante cenacolo di artisti, filologi e intellettuali, che intendevano attuare una riforma spirituale della civiltà. Qui Marsilio Ficino tradusse in latino l'opera di Platone, ma anche di Plotino e di altri esponenti del neoplatonismo: fu proprio quest'ultima chiave interpretativa del platonismo a prevalere. Platone cioè era considerato idealmente il capostipite di concezioni filosofiche appartenute anche ad autori successivi e cristiani, come Agostino o Boezio.
Fra gli esponenti principali dell'Accademia Neoplatonica ci furono, oltre allo stesso Ficino, Pico della Mirandola, Poliziano, Nicola Cusano, Leon Battista Alberti, Bartolomeo Scala e Cristoforo Landino, nonché esponenti della famiglia dei Medici, quali Giuliano de' Medici e Lorenzo il Magnifico. Essi si riunivano inizialmente in Villa le Fontanelle, e quando gli studenti divennero molti, l'accademia si spostò nella vicina Villa medicea di Careggi, nei dintorni di Firenze, oggi parte dell'Ospedale di Careggi, e presso la loggia annessa alla stessa.
Dopo la morte del Magnifico (1492) l'Accademia si riunì alla villa di Bernardo Rucellai, presso gli Orti Oricellai. Fecero parte di questa "seconda generazione" Niccolò Machiavelli, il Trissino, Jacopo da Diacceto, Luigi Alamanni e tanti altri. Tra l'altro in questo periodo l'Accademia si distinse per le posizioni favorevoli alla Repubblica e quindi antimedicee, che valsero agli accademici non pochi problemi. L'Accademia Neoplatonica fu infatti sciolta nel 1523, in conseguenza della congiura ordita contro il cardinale Giulio de' Medici da parte di alcuni suoi membri.
Nei pressi della villa di Careggi, era presente - quale annesso - una loggia della stessa Accademia Platonica - detta anche «il Pescaione». La peculiarità di tale edificio era quella di essere stato costruito con una porta che dava sul fiume Terzolle. Nei suoi pressi, si riunivano i membri dell'accademia. Al contrario degli altri edifici, non ha subito alcun restauro e, attualmente in stato di completo degrado, appare prossimo al collasso strutturale.

## Dottrina
Secondo Ficino esisteva una tradizione filosofica antichissima, un sostrato di sapienza comune ad ogni epoca e luogo, che andava senza soluzione di continuità da Pitagora all'orfismo, passando per Socrate, Platone e Aristotele, fino a giungere al neoplatonismo. Le idee di Ficino, che ebbero una straordinaria influenza nella cultura del tempo, vennero riprese anche in seguito, soprattutto da quei filosofi con forti interessi religiosi, oltre a conoscere una notevole diffusione anche al di fuori delle scuole o delle accademie.
L'uomo, come già teorizzato durante l'umanesimo della prima metà del secolo, era visto come copula mundi, ovvero quell'armonica interazione tra anima e corpo in cui ciascuno è padrone del proprio destino. Gli accademici riconoscevano come massima aspirazione umana la felicità, ma non vedevano come suo sbocco naturale l'azione, e in particolare la politica, ma piuttosto la speculazione filosofica. Grazie all'esercizio di essa infatti gli spiriti più nobili ed eletti possono sperimentare la felicità e raggiungere la conoscenza del vero dopo la morte.
Secondo i neoplatonici il mondo era organizzato in sfere concentriche, i cui estremi erano l'Iperuranio, inteso come mondo divino, e la materia, intesa come mondo animale. L'uomo era l'unico essere in natura dotato di ragione, che gli permette di scegliere consapevolmente se elevarsi verso il mondo divino o scendere verso quello animale o ancora mantenersi a un'equilibrata equidistanza. Questa scelta si compie tramite la mediazione fondamentale dell'amore e della bellezza. Scriveva Ficino che «Amore è desiderio di bellezza» ed è l'amore, nelle varie forme di bestiale, umano o divino, a guidare l'uomo nel cammino di ascesa verso Dio, ritenuto fonte della bellezza vera e perfetta.
Fondamentale nella storia del pensiero fu il collegamento che il neoplatonismo rinascimentale, in particolare a Firenze, fece tra la filosofia classica e il cristianesimo. Una delle opere più importanti in questo senso è la Theologia platonica, sempre di Ficino, in cui viene operato il miglior tentativo fino ad allora condotto di rivalutazione del pensiero classico in chiave religiosa cristiana.
Col tempo il carattere elitario dell'Accademia sviluppò correnti ermetiche, magiche ed esoteriche, senza tuttavia smarrire la sua struttura logica di fondo, costituita dal metodo critico della teologia negativa.

## Influenza nelle arti figurative

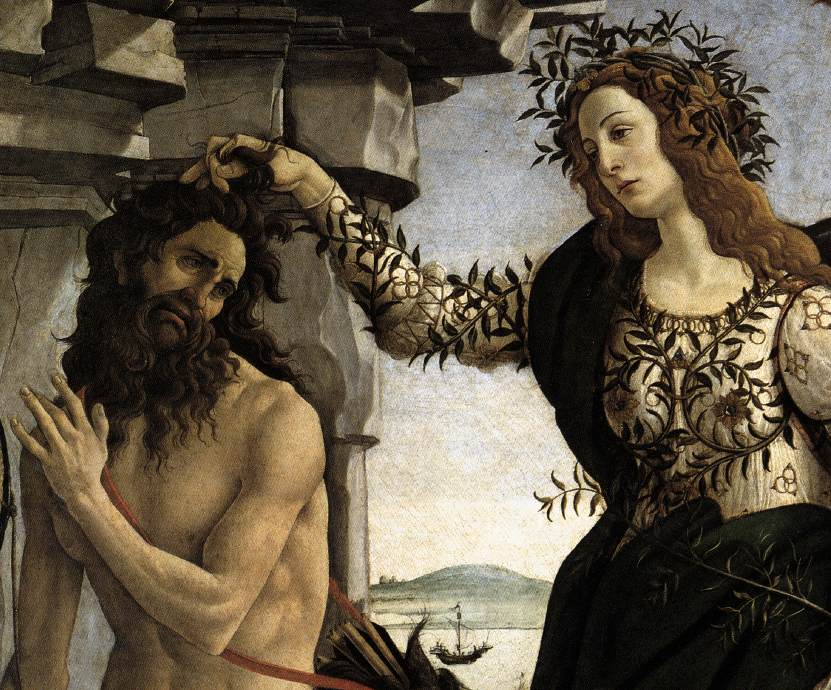
Sandro Botticelli, Pallade e il centauro (dettaglio, 1482 circa)

Le dottrine dell'accademia neoplatonica ebbero dirette conseguenze nelle arti figurative, sia per i desideri della committenza, guidata dai Medici, sia per uno spirito emulativo che si propagò in tutte le più importanti corti d'Italia (e poi d'Europa), grazie all'uso degli stessi artisti quali ambasciatori della cultura fiorentina promosso dallo stesso Lorenzo de' Medici.
Una delle conseguenze più evidenti fu l'ingresso di soggetti mitologici nelle opere d'arte, riletti in chiave cristiana quali portatori di arcane verità o come testimoni di una sognata armonia ormai perduta. Parallelamente si diffuse il tema della ricerca della bellezza, intesa come senso di proporzione e armonia estetica, che proprio nella produzione figurativa aveva una delle sue applicazioni più naturali.
Venere, la dea più peccaminosa dell'Olimpo pagano, venne totalmente reinterpretata dai filosofi neoplatonici e diventò uno dei soggetti raffigurati più frequentemente dagli artisti secondo una duplice tipologia: la Venere celeste, simbolo dell'amore spirituale che spingeva l'uomo verso l'ascesi mistica, e la Venere terrena, simbolo dell'istintualità e della passione che lo ricacciavano verso il basso.
Un altro tema rappresentato di sovente fu la lotta tra un principio superiore ed uno inferiore (ad esempio Marte ammansito da Venere o i mostri abbattuti da Ercole), secondo l'idea di una continua tensione dell'animo umano, sospeso tra virtù e vizi; l'uomo in pratica era tendenzialmente rivolto verso il bene, ma incapace di conseguire la perfezione e spesso insidiato dal pericolo di ricadere verso l'irrazionalità dettata dall'istinto; da questa consapevolezza dei propri limiti deriva perciò il dramma esistenziale dell'uomo neoplatonico, consapevole di dover rincorrere per tutta la vita una condizione apparentemente irraggiungibile.
Furono influenzati dai temi neoplatonici artisti come Sandro Botticelli, Antonio e Piero del Pollaiolo, Leonardo da Vinci, Perugino, Luca Signorelli, ecc.
Con la morte di Lorenzo il Magnifico e l'instaurarsi della repubblica savonaroliana questi ideali vissero una profonda crisi, che portò a un ritorno verso una religiosità più rigorosa nei costumi e di stampo più ascetico.

## Eredità
I secoli successivi avrebbero visto alcuni tentativi di ricollegarsi all'esperienza dell'Accademia ficiniana.